# Drużynowe mistrzostwa Europy w brydżu sportowym
Drużynowe mistrzostwa Europy w brydżu sportowym (European Team Championships) – mistrzostwa Europy  brydżu sportowym w kategoriach Open, Kobiet oraz Seniorów.
Drużynowe Mistrzostwa Europy (DME) zostały zorganizowane po raz pierwszy w roku 1932 w Scheveningen (Holandia) przez International Bridge League (IBL), poprzedniczkę Światowej Federacji Brydża (WBF). Coroczne zawody zostały przerwane w czasie wojny i wznowione w roku 1948 przez Europejską Ligę Brydżową (EBL). Wszystkie DME są od tej pory przeprowadzane przez EBL.
Pierwotnie rozgrywana była tylko konkurencja otwarta (Open). W roku 1935 doszła konkurencja Kobiet, a od roku 1995 rozgrywane są również zawody w konkurencji Seniorów, początkowa przeznaczone dla osób od 55 roku życia a obecnie od 60 roku życia.
Do roku 1967 DME były zawodami corocznymi. Później stały się imprezą organizowaną w latach nieparzystych a od roku 2002 w latach parzystych. Obecnie w latach nieparzystych są organizowane Otwarte mistrzostwa Europy w brydżu sportowym.
Na DME po raz pierwszy drużyna polska w konkurencji Open wystąpiła w roku 1957, w konkurencji Kobiet w roku 1965 a w konkurencji Seniorów wystąpiła już na pierwszej imprezie (w roku 1995) zdobywając złoty medal.

## Formuła zawodów
Zawody odbywają się zgodnie z regulaminami opracowanymi przez EBL. Gra się systemem każdy z każdym i o kolejności miejsc decyduje liczba zdobytych punktów. Jeśli liczba drużyn jest odpowiednio duża, to mogą być wstępnie organizowane rozgrywki w grupach.

### Przywileje zwycięzców
1. Zwycięzcy grupy finałowej w kategorii Open, Kobiet i Seniorów uzyskują tytuł Mistrza Europy;
2. Zdobywcy miejsc od 1 do 3 otrzymują medale: złote, srebrne i brązowe ME;
3. 6 pierwszych zespołów w każdej kategorii uzyskuje prawo gry w Drużynowych Mistrzostwach Świata: Bermuda Bowl dla Open, Venice Cup dla Kobiet i d’Orsi Seniors Trophy dla Seniorów.

## Wyniki w poszczególnych kategoriach
Poniższe tabele pokazują medalistów wszystkich zawodów oraz wyniki polskich drużyn.
| Kategoria Open. | Kategoria Open.                                                   | Kategoria Open. |                                                            |
| Lp              | M                                                                 | Zespół i skład |                                                            |
| --------------- | ----------------------------------------------------------------- | --- | ---------------------------------------------------------- |
| 52:             | 2014, 21 czerwca do 1 lipca, Abacja, (Chorwacja), 36 zespołów     | 2014, 21 czerwca do 1 lipca, Abacja, (Chorwacja), 36 zespołów                                                                                           |                                                            |
| 52:             | 1                                                                 | Izrael Allon Birman, Lotan Fiszer, Ilan Herbst, Ofir Herbst, Deror Padon, Ron Schwartz                                                                  |                                                            |
| 52:             | 2                                                                 | Monako Fulvio Fantoni, Geir Helgemo, Tor Helness, Franck Multon, Claudio Nunes, Pierre Zimmermann                                                       |                                                            |
| 52:             | 3                                                                 | Anglia David Bakhshi, Tony Forrester, David Gold, Jason Hackett, Justin Hackett, Andrew Robson                                                          |                                                            |
| 52:             | 4                                                                 | Polska Cezary Balicki, Krzysztof Jassem, Jacek Kalita, Marcin Mazurkiewicz, Michał Nowosadzki, Adam Żmudziński                                          |                                                            |
| 51:             | 2012, 12 do 23 czerwca, Dublin, (Irlandia), 34 zespołów           | 2012, 12 do 23 czerwca, Dublin, (Irlandia), 34 zespołów                                                                                                 |                                                            |
| 51:             | 1                                                                 | Monako Fulvio Fantoni, Geir Helgemo, Tor Helness, Franck Multon, Claudio Nunes, Pierre Zimmermann                                                       |                                                            |
| 51:             | 2                                                                 | Holandia Sjoert Brink, Bas Drijver, Bauke Muller, Ricco van Prooijen, Louk Verhees Jr., Simon de Wijs                                                   |                                                            |
| 51:             | 3                                                                 | Włochy Norberto Bocchi, Giorgio Duboin, Lorenzo Lauria, Agustin Madala, Antonio Sementa, Alfredo Versace                                                |                                                            |
| 51:             | 5                                                                 | Polska Cezary Balicki, Krzysztof Buras, Grzegorz Narkiewicz, Piotr Żak, Jerzy Zaremba, Adam Żmudziński                                                  |                                                            |
| 50:             | 2010, 22 czerwca do 3 lipca, Ostenda, (Belgia), 38 zespołów       | 2010, 22 czerwca do 3 lipca, Ostenda, (Belgia), 38 zespołów                                                                                             |                                                            |
| 50:             | 1                                                                 | Włochy Norberto Bocchi, Giorgio Duboin, Lorenzo Lauria, Agustin Madala, Antonio Sementa, Alfredo Versace                                                |                                                            |
| 50:             | 2                                                                 | Polska Cezary Balicki, Krzysztof Buras, Jacek Kalita, Krzysztof Kotorowicz, Grzegorz Narkiewicz, Adam Żmudziński                                        |                                                            |
| 50:             | 3                                                                 | Izrael Michael Barel, Eldad Ginnosar, Ilan Herbst, Ofir Herbst, Ron Pachtman, Yaniv Zack                                                                |                                                            |
| 49:             | 2008, 14 do 28 czerwca, Pau, (Francja), 38 zespołów               | 2008, 14 do 28 czerwca, Pau, (Francja), 38 zespołów |                                                            |
| 49:             | 1                                                                 | Norwegia Terje Aa, Boye Brogeland, Geir Helgemo, Espen Lindqvist, Boerre Lund, Jorgen Molberg                                                           |                                                            |
| 49:             | 2                                                                 | Rosja Aleksandr Dubinin, Andriej Gromow, Jurij Chiuppenen, Jurij Chochłow, Wadim Chołomiejew, Gieorgij Matuszko                                         |                                                            |
| 49:             | 3                                                                 | Niemcy Michael Elinescu, Michael Gromoeller, Andreas Kirmse, Josef Piekarek, Alexander Smirnov, Entscho Wladow                                          |                                                            |
| 49:             | 14                                                                | Polska Bogusław Gierulski, Rafał Jagniewski, Michał Kwiecień, Bogusław Pazur, Jerzy Skrzypczak, Sławomir Zawiślak                                       |                                                            |
| 48:             | 2006, 12 do 26 sierpnia, Warszawa, (Polska), 33 zespołów          | 2006, 12 do 26 sierpnia, Warszawa, (Polska), 33 zespołów                                                                                                |                                                            |
| 48:             | 1                                                                 | Włochy Norberto Bocchi, Giorgio Duboin, Fulvio Fantoni, Lorenzo Lauria, Claudio Nunes, Alfredo Versace                                                  |                                                            |
| 48:             | 2                                                                 | Irlandia John Carroll, Nicholas Fitzgibbon, Tommy Garvey, Tom Hanlon, Hugh Mcgann, Adam Mesbur                                                          |                                                            |
| 48:             | 3                                                                 | Norwegia Boye Brogeland, Bjorn Olav Ekren, Geir Helgemo, Tor Helness, Erik Saelensminde, Ulf Haakon Tundal                                              |                                                            |
| 48:             | 6                                                                 | Polska Bartosz Chmurski, Piotr Gawryś, Bogusław Gierulski, Apolinary Kowalski, Jerzy Skrzypczak, Piotr Tuszyński                                        |                                                            |
| 47:             | 2004, 19 czerwca do 3 lipca, Malmö, (Szwecja), 33 zespołów        | 2004, 19 czerwca do 3 lipca, Malmö, (Szwecja), 33 zespołów                                                                                              |                                                            |
| 47:             | 1                                                                 | Włochy Norberto Bocchi, Giorgio Duboin, Fulvio Fantoni, Lorenzo Lauria, Claudio Nunes, Alfredo Versace                                                  |                                                            |
| 47:             | 2                                                                 | Szwecja Peter Bertheau, Peter Fredin, Magnus Lindkvist, Fredrik Nyström, Per Olof Sundelin, Johan Sylvan                                                |                                                            |
| 47:             | 3                                                                 | Polska Cezary Balicki, Bartosz Chmurski, Apolinary Kowalski, Mariusz Puczyński, Piotr Tuszyński, Adam Żmudziński                                        |                                                            |
| 46:             | 2002, 15 do 29 czerwca, Salsomaggiore, (Włochy), 38 zespołów      | 2002, 15 do 29 czerwca, Salsomaggiore, (Włochy), 38 zespołów                                                                                            |                                                            |
| 46:             | 1                                                                 | Włochy Francesco Angelini, Norberto Bocchi, Giorgio Duboin, Lorenzo Lauria, Antonio Sementa, Alfredo Versace                                            |                                                            |
| 46:             | 2                                                                 | Hiszpania Andrea Buratti, Antonio Frances Velasco, Luis Lantaron, Massimo Lanzarotti, Jose Ignacio Torres Gutierrez, Juan Carlos Ventin                 |                                                            |
| 46:             | 3                                                                 | Norwegia Terje Aa, Boye Brogeland, Glenn Grøtheim, Geir Helgemo, Tor Helness, Erik Saelensminde                                                         |                                                            |
| 46:             | 6                                                                 | Polska Cezary Balicki, Piotr Bizoń, Dariusz Kowalski, Marcin Leśniewski, Krzysztof Martens, Adam Żmudziński                                             |                                                            |
| 45:             | 2001, 16 do 30 czerwca, Arona, (Hiszpania), 35 zespołów           | 2001, 16 do 30 czerwca, Arona, (Hiszpania), 35 zespołów                                                                                                 |                                                            |
| 45:             | 1                                                                 | Włochy Norberto Bocchi, Dano De Falco, Giorgio Duboin, Guido Ferraro, Lorenzo Lauria, Alfredo Versace                                                   |                                                            |
| 45:             | 2                                                                 | Norwegia Terje Aa, Boye Brogeland, Glenn Grøtheim, Geir Helgemo, Tor Helness, Erik Saelensminde                                                         |                                                            |
| 45:             | 3                                                                 | Polska Cezary Balicki, Michał Kwiecień, Marcin Leśniewski, Krzysztof Martens, Jacek Pszczoła, Adam Żmudziński                                           |                                                            |
| 45:             | 44:                                                               | 1999, 17 do 26 czerwca, St. Julian’s, (Malta), 37 zespołów                                                                                              | 1999, 17 do 26 czerwca, St. Julian’s, (Malta), 37 zespołów |
| 1               | 44:                                                               | Włochy Dario Attanasio, Norberto Bocchi, Dano De Falco, Giorgio Duboin, Giuseppe Failla, Guido Ferraro                                                  |                                                            |
| 2               | 44:                                                               | Szwecja Lars Andersson, Björn Fallenius, Peter Fredin, Tommy Gullberg, Magnus Lindkvist, Mats Nilsland                                                  |                                                            |
| 3               | 44:                                                               | Norwegia Boye Brogeland, Jon-Egil Furunes, Tor Helness, Arild Rasmussen, Erik Saelensminde, Jon Sveindal                                                |                                                            |
| 6               | 44:                                                               | Polska Krzysztof Jassem, Apolinary Kowalski, Michał Kwiecień, Jacek Pszczoła, Jacek Romański, Piotr Tuszyński                                           |                                                            |
| 43:             | 1997, 14 do 28 czerwca, Montecatini, (Włochy), 35 zespołów        | 1997, 14 do 28 czerwca, Montecatini, (Włochy), 35 zespołów                                                                                              |                                                            |
| 43:             | 1                                                                 | Włochy Norberto Bocchi, Andrea Buratti, Giorgio Duboin, Massimo Lanzarotti, Lorenzo Lauria, Alfredo Versace                                             |                                                            |
| 43:             | 2                                                                 | Polska Cezary Balicki, Apolinary Kowalski, Michał Kwiecień, Jacek Pszczoła, Jacek Romański, Adam Żmudziński                                             |                                                            |
| 43:             | 3                                                                 | Norwegia Terje Aa, Boye Brogeland, Glenn Grøtheim, Geir Helgemo, Tor Helness, Erik Saelensminde                                                         |                                                            |
| 42:             | 1995, 16 czerwca do 1 lipca, Vilamoura, (Portugalia), 32 zespołów | 1995, 16 czerwca do 1 lipca, Vilamoura, (Portugalia), 32 zespołów                                                                                       |                                                            |
| 42:             | 1                                                                 | Włochy Andrea Buratti, Massimo Lanzarotti, Lorenzo Lauria, Maurizio Pattacini, Antonio Sementa, Alfredo Versace                                         |                                                            |
| 42:             | 2                                                                 | Francja Paul Chemla, Michel Lebel, Christian Mari, Michel Perron, Robert Reiplinger, Philippe Soulet                                                    |                                                            |
| 42:             | 3                                                                 | Holandia Piet Jansen, Erik Kirchhoff, Enri Leufkens, Anton Maas, Jan B. Westerhof, Berry Westra                                                         |                                                            |
| 42:             | 5                                                                 | Polska Cezary Balicki, Piotr Gawryś, Apolinary Kowalski, Krzysztof Lasocki, Jacek Romański, Adam Żmudziński                                             |                                                            |
| 41:             | 1993, 12 do 15 czerwca, Mentona, (Francja), 30 zespołów           | 1993, 12 do 15 czerwca, Mentona, (Francja), 30 zespołów                                                                                                 |                                                            |
| 41:             | 1                                                                 | Polska Cezary Balicki, Piotr Gawryś, Krzysztof Lasocki, Marcin Leśniewski, Krzysztof Martens, Adam Żmudziński                                           |                                                            |
| 41:             | 2                                                                 | Dania Jens Auken, Dennis Koch-Palmund, Georg Norris, John Norris, Dorthe Schaltz, Peter Schaltz                                                         |                                                            |
| 41:             | 3                                                                 | Norwegia Terje Aa, Glenn Grøtheim, Geir Helgemo, Tor Helness, Arild Rasmussen, Jon Sveindal                                                             |                                                            |
| 40:             | 1991, 15 do 29 lipca, Killarney, (Irlandia), 26 zespołów          | 1991, 15 do 29 lipca, Killarney, (Irlandia), 26 zespołów                                                                                                |                                                            |
| 40:             | 1                                                                 | Wielka Brytania John Armstrong, Tony Forrester, Graham Kirby, Andrew Robson, Roman Smolski, Anthony (Tony) Sowter                                       |                                                            |
| 40:             | 2                                                                 | Szwecja Sven-Ake Bjerregard, Björn Fallenius, Tommy Gullberg, Anders Morath, Mats Nilsland, Per Olof Sundelin                                           |                                                            |
| 40:             | 3                                                                 | Polska Cezary Balicki, Piotr Gawryś, Krzysztof Lasocki, Krzysztof Martens, Marek Szymanowski, Adam Żmudziński                                           |                                                            |
| 39:             | 1989, 1 do 15 lipca Turku, (Finlandia), 25 zespołów               | 1989, 1 do 15 lipca Turku, (Finlandia), 25 zespołów |                                                            |
| 39:             | 1                                                                 | Polska Cezary Balicki, Julian Klukowski, Krzysztof Martens, Krzysztof Moszczyński, Marek Szymanowski, Adam Żmudziński                                   |                                                            |
| 39:             | 2                                                                 | Francja Eric Eisenberg, Christian Mari, Dominique Poubeau, Jean-Christophe Quantin, Maurice Salama, Patrick Sussel                                      |                                                            |
| 39:             | 3                                                                 | Szwecja Björn Fallenius, Sven-Olov Flodqvist, Hans Göthe, Tommy Gullberg, Jorgen Lindqvist, Per Olof Sundelin                                           |                                                            |
| 38:             | 1987, Brighton, (Anglia), 23 zespołów                             | 1987, Brighton, (Anglia), 23 zespołów |                                                            |
| 38:             | 1                                                                 | Szwecja Björn Fallenius, Sven-Olov Flodqvist, Hans Göthe, Tommy Gullberg, Magnus Lindkvist, Per Olof Sundelin                                           |                                                            |
| 38:             | 2                                                                 | Wielka Brytania John Armstrong, Raymond Brock, Jeremy Flint, Tony Forrester, Graham Kirby, Robert Sheehan                                               |                                                            |
| 38:             | 3                                                                 | Norwegia Bjorn Bentzen, Glenn Grøtheim, Jonny Rasmussen, Jon Andreas Stoevneng, Ulf Haakon Tundal, Roar Voll                                            |                                                            |
| 38:             | 4                                                                 | Polska Piotr Bizoń, Stefan Doroszewicz, Julian Klukowski, Krzysztof Moszczyński, Andrzej Wilkosz, Andrzej Zawada                                        |                                                            |
| 37:             | 1985, Salsomaggiore, (Włochy), 21 zespołów                        | 1985, Salsomaggiore, (Włochy), 21 zespołów |                                                            |
| 37:             | 1                                                                 | Austria Heinrich Berger, Kurt Feichtinger, Jan Fucik, Wolfgang Meinl, Karl Rohan, Franz Terraneo                                                        |                                                            |
| 37:             | 2                                                                 | Izrael Dawid Birman, Julian Frydrich, Michael Hochzeit, Sam Lev, Eliakim Shaufel, Szelomo Zeligman                                                      |                                                            |
| 37:             | 3                                                                 | Francja Paul Chemla, Felix Covo, Michel Lebel, Fivo Paladino, Michel Perron, Philippe Soulet                                                            |                                                            |
| 37:             | 8                                                                 | Polska Piotr Gawryś, Marcin Leśniewski, Jacek Romański, Piotr Tuszyński, Andrzej Wilkosz, Henryk Wolny                                                  |                                                            |
| 36:             | 1983, Wiesbaden, (Niemcy), 24 zespołów                            | 1983, Wiesbaden, (Niemcy), 24 zespołów |                                                            |
| 36:             | 1                                                                 | Francja Michel Corn, Philippe Cronier, Michel Lebel, Herve Mouiel, Philippe Soulet, Henri Szwarc                                                        |                                                            |
| 36:             | 2                                                                 | Włochy Giorgio Belladonna, Dano De Falco, Arturo Franco, Benito Garozzo, Lorenzo Lauria, Carlo Mosca                                                    |                                                            |
| 36:             | 3                                                                 | Norwegia Per Breck, Tor Helness, Reidar Lien, Helge Maesel, Roald Maesel                                                                                |                                                            |
| 36:             | 10                                                                | Polska Marcin Leśniewski, Krzysztof Martens, Janusz Połeć, Tomasz Przybora, Krzysztof Wągrodzki, Andrzej Wilkosz                                        |                                                            |
| 35:             | 1981, 07-11..25, Birmingham, (Anglia), 18 zespołów                | 1981, 07-11..25, Birmingham, (Anglia), 18 zespołów |                                                            |
| 35:             | 1                                                                 | Polska Aleksander Jezioro, Julian Klukowski, Marek Kudła, Krzysztof Martens, Andrzej Milde, Tomasz Przybora                                             |                                                            |
| 35:             | 2                                                                 | Wielka Brytania John Collings, Paul Hackett, Steve Lodge, Irving Rose, Robert Sheehan, Anthony (Tony) Sowter                                            |                                                            |
| 35:             | 3                                                                 | Francja Alain Levy, Christian Mari, Michel Perron, Dominique Poubeau, Philippe Soulet, Henri Szwarc                                                     |                                                            |
| 34:             | 1979, Lozanna, (Szwajcaria), 21 zespołów                          | 1979, Lozanna, (Szwajcaria), 21 zespołów |                                                            |
| 34:             | 1                                                                 | Włochy Giorgio Belladonna, Dano De Falco, Arturo Franco, Benito Garozzo, Lorenzo Lauria, Vito Pittalà                                                   |                                                            |
| 34:             | 2                                                                 | Dania Knud-Aage Boesgaard, Eric Grande, Steen Moller, Peter Schaltz, Stig Werdelin, Hans Werge                                                          |                                                            |
| 34:             | 3                                                                 | Francja Paul Chemla, Gerard Desrousseaux, Michel Lebel, Christian Mari, Michel Perron, Thierry de Sainte Marie                                          |                                                            |
| 34:             | 3                                                                 | Irlandia A.T.R. Anderson, Nicholas Fitzgibbon, Joseph MacHale, Adam Mesbur, Peter Pigot, Monty Rosenberg                                                |                                                            |
| 34:             | 7                                                                 | Polska Andrzej Macieszczak, Janusz Połeć, Łukasz Lebioda, Andrzej Wilkosz, Zbigniew Szurig, Jerzy Zaremba                                               |                                                            |
| 33:             | 1977, Helsingør, (Dania), 22 zespołów                             | 1977, Helsingør, (Dania), 22 zespołów |                                                            |
| 33:             | 1                                                                 | Szwecja Anders Brunzell, Sven-Olov Flodqvist, Hans Göthe, Jorgen Lindqvist, Anders Morath, Per Olof Sundelin                                            |                                                            |
| 33:             | 2                                                                 | Włochy Giorgio Belladonna, Vittorio Fellegara, Arturo Franco, Benito Garozzo, Vito Pittalà, Antonio Vivaldi                                             |                                                            |
| 33:             | 3                                                                 | Izrael Adrian Schwartz, Abraham Stampf, Michael Hochzeit, Julian Frydrich, Eliakim Shauffel                                                             |                                                            |
| 33:             | 12                                                                | Polska Julian Klukowski, Andrzej Macieszczak, Łukasz Lebioda, Andrzej Wilkosz, Zbigniew Szurig, Jerzy Zaremba                                           |                                                            |
| 32:             | 1975, Brighton, (Anglia), 23 zespołów                             | 1975, Brighton, (Anglia), 23 zespołów |                                                            |
| 32:             | 1                                                                 | Włochy Franco Di Stefano, Arturo Franco, Benito Garozzo, Ottorino Milani, Carlo Mosca, Silvio Sbarigia                                                  |                                                            |
| 32:             | 2                                                                 | Izrael Julian Frydrich, Michael Hochzeit, Sam Lev, Jeszajahu Lewit, Pinhas Romik, Eliakim Shaufel                                                       |                                                            |
| 32:             | 3                                                                 | Wielka Brytania Tony Priday, Claude Rodrigue, Rob Sheehan, Willie Coley, Irving Rose, Jimmie Flint                                                      |                                                            |
| 32:             | 4                                                                 | Polska Łukasz Lebioda, Andrzej Wilkosz, Andrzej Macieszczak, Janusz Połeć, Aleksander Swatler, Henryk Wolny                                             |                                                            |
| 31:             | 1974, Herclijja, (Izrael), 19 zespołów                            | 1974, Herclijja, (Izrael), 19 zespołów |                                                            |
| 31:             | 1                                                                 | Francja Jean-Michel Boulenger, Michel Lebel, Francois Leenhardt, Christian Mari, Henri Szwarc, Edmond Vial                                              |                                                            |
| 31:             | 2                                                                 | Włochy Oscar Bellentani, Cesare Besciani, Benito Bianchi, Giorgio Matteucci, Carlo Mosca, Silvio Sbarigia                                               |                                                            |
| 31:             | 3                                                                 | Norwegia Per Breck, Tore Jensen, Knut Koppang, Reidar Lien, Harald Nordby, Terje Pedersen                                                               |                                                            |
| 30:             | 1973, 12 do 16 września, Ostenda, (Belgia), 23 zespołów           | 1973, 12 do 16 września, Ostenda, (Belgia), 23 zespołów                                                                                                 |                                                            |
| 30:             | 1                                                                 | Włochy Giorgio Belladonna, Benito Bianchi, Arturo Franco, Benito Garozzo, Rodolfo Pedrini, Antonio Vivaldi                                              |                                                            |
| 30:             | 2                                                                 | Francja Jean-Michel Boulenger, Charles Guiton, Pierre Jaïs, Michel Lebel, Christian Mari, Henri Szwarc                                                  |                                                            |
| 30:             | 3                                                                 | Polska Wit Klapper, Adam Zimnielski, Łukasz Lebioda, Andrzej Wilkosz, Janusz Cyprian Nowak, Janusz Pietruk                                              |                                                            |
| 29:             | 1971, Ateny, (Grecja), 22 zespołów                                | 1971, Ateny, (Grecja), 22 zespołów |                                                            |
| 29:             | 1                                                                 | Włochy Giorgio Belladonna, Benito Bianchi, Benito Garozzo, Guiseppe Messina, Frederico Meyer, Renato Mondolfo                                           |                                                            |
| 29:             | 2                                                                 | Wielka Brytania Jonathan Cansino, Christopher Dixon, Jeremy Flint, Richard A Priday, Claude Rodrigue, Robert Sheehan                                    |                                                            |
| 29:             | 3                                                                 | Szwajcaria Jean Besse, Pietro Bernasconi, Tom Fenwick, Tan Vu-Minh, Ugo Scacchi, Jaime Ortiz Patino                                                     |                                                            |
| 29:             | 5                                                                 | Polska Zbigniew Furdzik, Włodzimierz Wala, Łukasz Lebioda, Andrzej Wilkosz, Andrzej Macieszczak, Janusz Połeć                                           |                                                            |
| 28:             | 1970, 19 do 31 października, Estoril, (Portugalia), 22 zespołów   | 1970, 19 do 31 października, Estoril, (Portugalia), 22 zespołów                                                                                         |                                                            |
| 28:             | 1                                                                 | Francja Jean-Michel Boulenger, Pierre Jaïs, Jean-Marc Roudinesco, Jean-Louis Stoppa, Henri Szwarc, Roger Trézel                                         |                                                            |
| 28:             | 2                                                                 | Polska Wit Klapper, Łukasz Lebioda, Janusz Cyprian Nowak, Janusz Pietruk, Andrzej Wilkosz, Adam Zimnielski                                              |                                                            |
| 28:             | 3                                                                 | Włochy Giorgio Belladonna, Oscar Bellentani, Benito Bianchi, Cesare Bresciani, Giuseppe Messina, Roberto Mondolfo                                       |                                                            |
| 27:             | 1969, Oslo, (Norwegia), 21 zespołów                               | 1969, Oslo, (Norwegia), 21 zespołów |                                                            |
| 27:             | 1                                                                 | Włochy Giorgio Belladonna, Benito Bianchi, Paolo Frendel, Benito Garozzo, Guiseppe Messina, Renato Mondolfo                                             |                                                            |
| 27:             | 2                                                                 | Norwegia Erik Hoie, Tore Jensen, Knut Koppang, Bjorn Larsen, Louis Andre Strom, Willy Varnas                                                            |                                                            |
| 27:             | 3                                                                 | Austria Fritz Babsch, Franz Baratta, Hans Harwich, Peter Manhardt, Heinrich Meinl, Herbert Terraneo                                                     |                                                            |
| 27:             | 8                                                                 | Polska Stanisław Bitner, Janusz Połeć, Jan Jeżowski, Janusz Pietruk, Marek Kasprzak, Andrzej Wilkosz                                                    |                                                            |
| 26:             | 1967, Dublin, (Irlandia), 20 zespołów                             | 1967, Dublin, (Irlandia), 20 zespołów |                                                            |
| 26:             | 1                                                                 | Włochy Giorgio Belladonna, Oscar Bellentani, Cesare Besciani, Benito Bianchi, Guiseppe Messina, Renato Mondolfo                                         |                                                            |
| 26:             | 2                                                                 | Francja Jean-Michel Boulenger, Gerard Desrousseaux, Jacques Pariente, Jean-Marc Roudinesco, Henri Szwarc, Georges Theron                                |                                                            |
| 26:             | 3                                                                 | Wielka Brytania C. Goldstein, Alan Hiron, Claude Rodrigue, Irving Rose, Ralph Swimer, Louis Tarlo                                                       |                                                            |
| 26:             | 11                                                                | Polska Stanisław Bitner, Krzysztof Jędrzejowski, Antoni Jaworski, Marek Kasprzak, Julian Klukowski, Krzysztof Wągrodzki                                 |                                                            |
| 25:             | 1966, Warszawa, (Polska), 17 zespołów                             | 1966, Warszawa, (Polska), 17 zespołów |                                                            |
| 25:             | 1                                                                 | Francja Jean-Michel Boulenger, Jacques Pariente, Jean-Marc Roudinesco, Jacques Stetten, Henri Szwarc, Leon Tintner                                      |                                                            |
| 25:             | 2                                                                 | Holandia Martijn Cats, Kees Kaiser, Jaap Kokkes, Jut Kramer, Bob Slavenburg                                                                             |                                                            |
| 25:             | 3                                                                 | Norwegia Henning Riise, Leif Salterod, Erik Hoie, Louis Andre Strom, Tore Jensen, Willy Varnas                                                          |                                                            |
| 25:             | 10                                                                | Polska Stanisław Bitner, Jerzy Stachowicz, Julian Klukowski, Zbigniew Szurig, Czesław Kuklewicz, Andrzej Wilkosz                                        |                                                            |
| 24:             | 1965, Ostenda, (Belgia), 18 zespołów                              | 1965, Ostenda, (Belgia), 18 zespołów |                                                            |
| 24:             | 1                                                                 | Włochy Pietro Astolfi, Giorgio Belladonna, Benito Bianchi, Vito Gandolfi, Guiseppe Messina, Renato Mondolfo                                             |                                                            |
| 24:             | 2                                                                 | Holandia Moritz Blitzblum, Piet Boender, Hans Kreijns, C Leo Oudshoorn, Anton Rijke, Bob Slavenburg                                                     |                                                            |
| 24:             | 3                                                                 | Francja Jean Michel Boulenger, Gerard Desrousseaux, Claude Delmouly, Henri Szwarc, Pierre Ghestem, Georges Theron                                       |                                                            |
| 24:             | 10                                                                | Polska Antoni Jaworski, Marek Kasprzak, Julian Klukowski, Zbigniew Szurig, Czesław Kuklewicz, Andrzej Wilkosz                                           |                                                            |
| 23:             | 1963, 18 lipca do 2 sierpnia, Baden-Baden, (Niemcy), 18 zespołów  | 1963, 18 lipca do 2 sierpnia, Baden-Baden, (Niemcy), 18 zespołów                                                                                        |                                                            |
| 23:             | 1                                                                 | Wielka Brytania Jeremy Flint, Maurice Harrison-Gray, Kenneth Konstam, Terence Reese, Boris Schapiro, Joel Tarlo                                         |                                                            |
| 23:             | 2                                                                 | Włochy Massimo D' Alelio, Benito Bianchi, Giovan Battista Brogi, Eugenio Chiaradia, Guiseppe Messina, Camillo Pabis Ticci                               |                                                            |
| 23:             | 3                                                                 | Polska Stanisław Bitner, Jan Jeżowski, Julian Klukowski, Zbigniew Szurig, Czesław Kuklewicz, Andrzej Wilkosz                                            |                                                            |
| 22:             | 1962, Bejrut, (Liban), 12 zespołów                                | 1962, Bejrut, (Liban), 12 zespołów |                                                            |
| 22:             | 1                                                                 | Francja René Bacherich, Gerard Desrousseaux, Pierre Ghestem, Jacques Stetten, Georges Theron, Leon Tintner                                              |                                                            |
| 22:             | 2                                                                 | Włochy Massimo D' Alelio, Giorgio Belladonna, Benito Bianchi, Giovan Battista Brogi, Guiseppe Messina, Camillo Pabis Ticci                              |                                                            |
| 22:             | 3                                                                 | Szwajcaria Marcello Bardola, Jean Besse, Pietro Bernasconi, André Durouvenoz, Jaime Ortiz Patino                                                        |                                                            |
| 22:             | 7                                                                 | Polska Stanisław Bitner, Jan Krzymuski, Jerzy Elżanowski, Andrzej Olszewski, Jarosław Kukliński, Jerzy Stachowicz                                       |                                                            |
| 21:             | 1961, Torquay, (Anglia), 16 zespołów                              | 1961, Torquay, (Anglia), 16 zespołów |                                                            |
| 21:             | 1                                                                 | Wielka Brytania Nico Gardener, Kenneth Konstam, Richard A Priday, Claude Rodrigue, Albert Rose, Alan Truscott                                           |                                                            |
| 21:             | 2                                                                 | Francja René Bacherich, Claude Deruy, Pierre Ghestem, Jo Herschmann, Louis Malabat, Jacques Stetten                                                     |                                                            |
| 21:             | 3                                                                 | Dania Knud Faarbaek, Stig Werdelin, Bent Aastrup, Ole Werdelin, Christian Brokholm, Gunnar Andersen                                                     |                                                            |
| 20:             | 1959, Palermo, (Włochy), 16 zespołów                              | 1959, Palermo, (Włochy), 16 zespołów |                                                            |
| 20:             | 1                                                                 | Włochy Walter Avarelli, Giorgio Belladonna, Roberto Bianchi, Eugenio Chiaradia, Pietro Forquet, Giancarlo Manca                                         |                                                            |
| 20:             | 2                                                                 | Francja Gerald Bourchtoff, Claude Delmouly, Pierre Jaïs, Jacques Pariente, Henri Szwarc, Roger Trézel                                                   |                                                            |
| 20:             | 3                                                                 | Wielka Brytania Terence Reese, Boris Schapiro, Adam Meredith, Kenneth Konstam, Ben Franks, Joe Lazarus                                                  |                                                            |
| 19:             | 1958, Oslo, (Norwegia), 15 zespołów                               | 1958, Oslo, (Norwegia), 15 zespołów |                                                            |
| 19:             | 1                                                                 | Włochy Massimo D' Alelio, Walter Avarelli, Giorgio Belladonna, Eugenio Chiaradia, Pietro Forquet, Guglielmo Siniscalco                                  |                                                            |
| 19:             | 2                                                                 | Wielka Brytania Maurice Harrison-Gray, Terence Reese, Boris Schapiro, James Sharples, Robert Sharples, Alan Truscott                                    |                                                            |
| 19:             | 3                                                                 | Francja Pierre Jaïs, Roger Trézel, Jacques Pariente, Henri Szwarc                                                                                       |                                                            |
| 18:             | 1957, Wiedeń, (Austria), 17 zespołów                              | 1957, Wiedeń, (Austria), 17 zespołów |                                                            |
| 18:             | 1                                                                 | Włochy Massimo D' Alelio, Walter Avarelli, Giorgio Belladonna, Eugenio Chiaradia, Pietro Forquet, Guglielmo Siniscalco                                  |                                                            |
| 18:             | 2                                                                 | Austria Hans Eisler, Erich Gluttig, Hans Hartwich, Karl Klimt, Max Reithoffer                                                                           |                                                            |
| 18:             | 3                                                                 | Wielka Brytania Leslie Dodds, Kenneth Konstam, Adam Meredith, Jordanis Pavlides, Terence Reese, Boris Schapiro                                          |                                                            |
| 18:             | 16                                                                | Polska Jerzy Czekański, Stefan Łowiński, Jan Krzymuski, Aleksander Różycki, Henryk Niedźwiecki, Jan Wieczorkiewicz                                      |                                                            |
| 17:             | 1956, Sztokholm, (Szwecja), 16 zespołów                           | 1956, Sztokholm, (Szwecja), 16 zespołów |                                                            |
| 17:             | 1                                                                 | Włochy Massimo D' Alelio, Walter Avarelli, Giorgio Belladonna, Eugenio Chiaradia, Pietro Forquet, Guglielmo Siniscalco                                  |                                                            |
| 17:             | 2                                                                 | Francja René Bacherich, Gerald Bourchtoff, Pierre Ghestem, Pierre Jaïs, Henri Szwarc, Roger Trézel                                                      |                                                            |
| 17:             | 3                                                                 | Austria Karl Schneider, Max Reithoffer, Erich Gluttig, Laszlo Gulyas, Hans Gruber, Hans Harwich                                                         |                                                            |
| 16:             | 1955, Amsterdam, (Holandia), 13 zespołów                          | 1955, Amsterdam, (Holandia), 13 zespołów |                                                            |
| 16:             | 1                                                                 | Francja René Bacherich, Pierre Ghestem, Pierre Jaïs, Robert Lattes, Bertrand Romanet, Bertrand Romanet, Roger Trézel                                    |                                                            |
| 16:             | 2                                                                 | Włochy Massimo D' Alelio, Eugenio Chiaradia, Mario Franco, Michele Giovine, Augusto Ricci, N Sabetti                                                    |                                                            |
| 16:             | 3                                                                 | Holandia Ernst Casimir Goudsmit, Gut Kramer, Wilelm Oudshoorn, Martijn Cats, Frits Wilhelm Goudsmit, C Leo Oudshoorn                                    |                                                            |
| 15:             | 1954, Montreux, (Szwajcaria), 15 zespołów                         | 1954, Montreux, (Szwajcaria), 15 zespołów |                                                            |
| 15:             | 1                                                                 | Wielka Brytania Leslie Dodds, Kenneth Konstam, Adam Meredith, Jordanis Pavlides, Terence Reese, Boris Schapiro                                          |                                                            |
| 15:             | 2                                                                 | Francja F Bodier, P Figeac, P J Guerin, Pierre Jaïs, Henri Szwarc, Roger Trézel                                                                         |                                                            |
| 15:             | 3                                                                 | Austria Max Reithoffer, Hans Gruber, Hans Harwich, Erich Gluttig, Werner von Solvis                                                                     |                                                            |
| 14:             | 1953, Helsinki, (Finlandia), 11 zespołów                          | 1953, Helsinki, (Finlandia), 11 zespołów |                                                            |
| 14:             | 1                                                                 | Francja Jacques Amouraben, René Bacherich, Pierre Ghestem, F Hervouet, Marcel Kornblum, Robert Schiltz                                                  |                                                            |
| 14:             | 2                                                                 | Wielka Brytania Leslie Dodds, A.L. Fleming, Nico Gardener, Kenneth Konstam, Albert Rose, Peter F Swinnerton-Dyer                                        |                                                            |
| 14:             | 3                                                                 | Włochy Eugenio Chiaradia, Celestino Zeuli, Pietro Forquet, Guido Luciani, Augusto Ricci, Guglielmo Siniscalco                                           |                                                            |
| 13:             | 1952, Dún Laoghaire, (Irlandia), 12 zespołów                      | 1952, Dún Laoghaire, (Irlandia), 12 zespołów |                                                            |
| 13:             | 1                                                                 | Szwecja Gunnar Anulf, Count Carl Bonde, Rudolf Kock, Robert Larsen, Nils-Olof Lilliehook, Einar Werner, Jan Wohlin                                      |                                                            |
| 13:             | 2                                                                 | Włochy Paolo Baroni, Eugenio Chiaradia, Mario Franco, Michele Giovine, Guglielmo Siniscalco, Celestino Zeuli                                            |                                                            |
| 13:             | 3                                                                 | Austria Karl Schneider, Max Reithoffer, Otto Kraus, Hans Eisler, E. Lener                                                                               |                                                            |
| 12:             | 1951, Wenecja, (Włochy), 14 zespołów                              | 1951, Wenecja, (Włochy), 14 zespołów |                                                            |
| 12:             | 1                                                                 | Włochy Paolo Baroni, Eugenio Chiaradia, Pietro Forquet, Mario Franco, Augusto Ricci, Guglielmo Siniscalco                                               |                                                            |
| 12:             | 2                                                                 | Austria Hans Eisler, Laszlo Gulyas, Karl Klimt, Max Reithoffer, Karl Schneider                                                                          |                                                            |
| 12:             | 3                                                                 | Wielka Brytania Terence Reese, Boris Schapiro, Nico Gardener, Louis Tarlo, Harold Franklin                                                              |                                                            |
| 11:             | 1950, Brighton, (Anglia), 11 zespołów                             | 1950, Brighton, (Anglia), 11 zespołów |                                                            |
| 11:             | 1                                                                 | Wielka Brytania Leslie Dodds, Nico Gardener, Kenneth Konstam, John C H Marx, Louis Tarlo, Maurice Harrison-Gray                                         |                                                            |
| 11:             | 2                                                                 | Szwecja P Brome, J Kjelldahl, Rudolf Kock, Einar Werner, Jan Wohlin                                                                                     |                                                            |
| 11:             | 3                                                                 | Francja Pierre Albarran, Pierre Jaïs, Jacques Amouraben, Boris Koytchou, Marcel Peeters, Serge Grouchetzki                                              |                                                            |
| 11:             | 3                                                                 | Islandia Hordur Thordarson, Einar Thorfinsson, Larus Karlsson, Kristinn Berghtorsson, Gunnar Gudmundsson, Stefan Stefansson                             |                                                            |
| 10:             | 1949, Paryż, (Francja), 11 zespołów                               | 1949, Paryż, (Francja), 11 zespołów |                                                            |
| 10:             | 1                                                                 | Wielka Brytania Leslie Dodds, Kenneth Konstam, Adam Meredith, Edward Rayne, Terence Reese, Boris Schapiro                                               |                                                            |
| 10:             | 2                                                                 | Szwecja P Brome, J Kjelldahl, Rudolf Kock, Nils-Olof Lilliehook, Einar Werner, Jan Wohlin                                                               |                                                            |
| 10:             | 3                                                                 | Dania Borge Tegner, Svend Folkmann, Otto Kaalund Jorgensen, Jorgen Mortensen, Elsoe Jensen, Svend Nauerby                                               |                                                            |
| 9:              | 1948, Kopenhaga, (Dania), 10 zespołów                             | 1948, Kopenhaga, (Dania), 10 zespołów |                                                            |
| 9:              | 1                                                                 | Wielka Brytania Leslie Dodds, Kenneth Konstam, Edward Rayne, Terence Reese, Boris Schapiro, S J Simon                                                   |                                                            |
| 9:              | 2                                                                 | Szwecja Rudolf Kock, Nils-Olof Lilliehook, K Sundin, Tom Wennberg, Einar Werner, Jan Wohlin                                                             |                                                            |
| 9:              | 3                                                                 | Norwegia Ivar Daehlin, Eilif Andersen, Leif Christiansen, Leif Falck-Pedersen, John Knudsen, Teddy Knutzon, Björn Larsen, Trygve Sommerfelt             |                                                            |
| 8:              | 1939, Haga, (Holandia), 11 zespołów                               | 1939, Haga, (Holandia), 11 zespołów |                                                            |
| 8:              | 1                                                                 | Szwecja Rudolf Kock, Jac Newmann, Tore Sandgren, Einar Werner                                                                                           |                                                            |
| 8:              | 2                                                                 | Jugosławia Josef Fischer, Geza Klein, Julius Klein, Ing Marjanovic, Nicholas Singer, G Stern                                                            |                                                            |
| 8:              | 3                                                                 | Niemcy Egmont von Dewitz, Ervin Vogelsang, Erich Seidnitzer, Karl Klimt, Rienitz, Wolfi von Scala                                                       |                                                            |
| 7:              | 1938, Oslo, (Norwegia), 13 zespołów                               | 1938, Oslo, (Norwegia), 13 zespołów |                                                            |
| 7:              | 1                                                                 | Węgry E Bokor, George Ferenczy, Laszlo Klor, A Por, Lajos Widder, G E Zichy                                                                             |                                                            |
| 7:              | 2                                                                 | Norwegia R Abrahamsen, Leif Christiansen, Ranik Halle, Odd Larsson, Jens Magnussen, Trygve Sommervelt                                                   |                                                            |
| 7:              | 3                                                                 | Holandia Ernst Casimir Goudsmit, Frits Wilhelm Goudsmit, J.R. Cor van Bemmel-Suyck, Bolo Einhorn                                                        |                                                            |
| 6:              | 1937, Budapeszt, (Węgry), 13 zespołów                             | 1937, Budapeszt, (Węgry), 13 zespołów |                                                            |
| 6:              | 1                                                                 | Austria K Von Bluhdorn, E Frischauer, Walter Herbert, Hans Jellinek, U Von Meissel, Karl Schneider                                                      |                                                            |
| 6:              | 2                                                                 | USA Ely Culbertson, Josephine Culbertson, Helen M. Sobel, Charles Vogelhofer                                                                            |                                                            |
| 6:              | 3                                                                 | Węgry Imre Alpar, Raffael Cohen, Laszlo Decsi, Andor Keleti, Laszlo Klor, Gyorgy Szerviczky, Gyorgy Ferenczy                                            |                                                            |
| 6:              | 3                                                                 | USA Edward Burns, Stanley Sanders, Len Reiter, Maurice Schanfield                                                                                       |                                                            |
| 5:              | 1936, Sztokholm, (Szwecja), 13 zespołów                           | 1936, Sztokholm, (Szwecja), 13 zespołów |                                                            |
| 5:              | 1                                                                 | Austria Hans Jellinek, Paul Von Kaltenegger, Edmond R H Pollak, Karl Schneider                                                                          |                                                            |
| 5:              | 2                                                                 | Węgry Emeric Alpar, Rafael Cohen, Laszlo Decsi, Andor Keleti                                                                                            |                                                            |
| 5:              | 3                                                                 | Holandia Ernst Casimir Goudsmit, Frits Wilhelm Goudsmit, Bolo Einhorn, Lion B. Zeldentrust, J.R. Cor van Bemmel Suyck                                   |                                                            |
| 4:              | 1935, Bruksela, (Belgia), 12 zespołów                             | 1935, Bruksela, (Belgia), 12 zespołów |                                                            |
| 4:              | 1                                                                 | Francja Pierre Albarran, Adrien Aron, Joseph Broutin, Baron Robert De Nexon, Georges M Rousset, Sophocles Venizelos                                     |                                                            |
| 4:              | 2                                                                 | Węgry Emeric Alpar, Rafael Cohen, Laszlo Decsi, George Ferenczy, Andor Keleti, Laszlo Klor                                                              |                                                            |
| 4:              | 3                                                                 | Jugosławia Geza Klein, Artur Bader, Julius Klein, Lav Singer, Milan Spitzer, Dragutin Marjanovic                                                        |                                                            |
| 3:              | 1934, Wiedeń, (Austria), 10 zespołów                              | 1934, Wiedeń, (Austria), 10 zespołów |                                                            |
| 3:              | 1                                                                 | Węgry Emeric Alpar, Rafael Cohen, Laszlo Decsi, Andor Keleti, Laszlo Klor, Francis Von Leitner                                                          |                                                            |
| 3:              | 2                                                                 | Holandia Cor van Bemmel Suyck, Bolo Einhorn, Ernst Goudsmit, Frits Goudsmit, Sam van Houten, Lion B. Zeldenrust                                         |                                                            |
| 3:              | 3                                                                 | Austria Richard Grunblatt, Karl von Bluhdorn, Simon Fleischmann, Walter Herbert, Paul von Kaltenegger, Udo von Meissl, Edmund R.H. Pollak, Erich Zimmer |                                                            |
| 2:              | 1933, Londyn, (Anglia), 6 zespołów                                | 1933, Londyn, (Anglia), 6 zespołów |                                                            |
| 2:              | 1                                                                 | Austria Simon Fleischmann, Walter Herbert, Paul Von Kaltenegger, Edmond R H Pollak, Paul Stern                                                          |                                                            |
| 2:              | 2                                                                 | Holandia Bolo Einhorn, Ernst Goudsmit, Frits Goudsmit, Jean de Kuyper                                                                                   |                                                            |
| 2:              | 3                                                                 | Norwegia Johannes Brun, Lars Fronsdal, Reidar W. Gundersen, Erling Onsanger, Bjarne Johnsen                                                             |                                                            |
| 2:              | 3                                                                 | Dania Otto Frederiksen, Bo Gjessing, Sven Aage Langeskov, Henning Larsen, Svend Nandrup                                                                 |                                                            |
| 1:              | 1932, Scheveningen, (Holandia), 6 zespołów                        | 1932, Scheveningen, (Holandia), 6 zespołów |                                                            |
| 1:              | 1                                                                 | Austria Simon Fleischmann, Edmond R H Pollak, Paul Stern, Louis Urvater                                                                                 |                                                            |
| 1:              | 2                                                                 | Holandia Cor van Bemmel Suyck, Jacques Borel, Bolo Einhorn, Ernst Goudsmit, Frits Goudsmit                                                              |                                                            |
| 1:              | 3                                                                 | Norwegia Johannes Brun, Jan Gross Helmer, Reidar W. Gunderson, Erling Onsanger, Trygve Sommerfelt                                                       |                                                            |

| Kategoria Kobiety. | Kategoria Kobiety.                                                | Kategoria Kobiety. |
| Lp                 | M                                                                 | Zespół i skład |
| ------------------ | ----------------------------------------------------------------- | --- |
| 52:                | 2014, 21 czerwca do 1 lipca, Abacja, (Chorwacja), 23 zespoły      | 2014, 21 czerwca do 1 lipca, Abacja, (Chorwacja), 23 zespoły                                                                        |
| 52:                | 1                                                                 | Holandia Carla Arnolds, Marion Michielsen, Jet Pasman, Anneke Simons, Wietske van Zwol, Meike Wortel                                |
| 52:                | 2                                                                 | Anglia Sally Brock, Fiona Brown, Heather Dhondy, Catherine Draper, Nevena Senior, Nicola Smith                                      |
| 52:                | 3                                                                 | Francja Debora Campagnano, Bénédicte Cronier, Elisabeth Hugon, Vanessa Reess, Sylvie Willard, Joanna Zochowska                      |
| 52:                | 5                                                                 | Polska Cathy Bałdysz, Katarzyna Dufrat, Danuta Kazmucha, Ewa Miszewska, Anna Sarniak, Justyna Żmuda                                 |
| 51:                | 2012, 12 do 23 czerwca, Dublin, (Irlandia), 19 zespołów           | 2012, 12 do 23 czerwca, Dublin, (Irlandia), 19 zespołów                                                                             |
| 51:                | 1                                                                 | Anglia Sally Brock, Fiona Brown, Heather Dhondy, Nevena Senior, Nicola Smith, Susan Stockdale                                       |
| 51:                | 2                                                                 | Francja Bénédicte Cronier, Catherine d'Ovidio, Danièle Gaviard, Joanna Zochowska, Vanessa Reess, Sylvie Willard                     |
| 51:                | 3                                                                 | Turcja Asli Acar, Vera Adut, Belis Atalay, Berrak Erkan, Ozlem Oymen, Dilek Yavas                                                   |
| 51:                | 5                                                                 | Polska Grażyna Brewiak, Katarzyna Dufrat, Danuta Kazmucha, Natalia Sakowska, Joanna Taczewska, Justyna Żmuda                        |
| 50:                | 2010, 22 czerwca do 3 lipca, Ostenda, (Belgia), 28 zespołów       | 2010, 22 czerwca do 3 lipca, Ostenda, (Belgia), 28 zespołów                                                                         |
| 50:                | 1                                                                 | Francja Véronique Bessis, Bénédicte Cronier, Catherine d'Ovidio, Danièle Gaviard, Joanna Zochowska, Sylvie Willard                  |
| 50:                | 2                                                                 | Holandia Laura Dekkers, Marion Michielsen, Jet Pasman, Anneke Simons, Martine Verbeek, Wietske van Zwol                             |
| 50:                | 3                                                                 | Szwecja Pia Andersson, Jessica Larsson, Cecilia Rimstedt, Sandra Rimstedt, Sara Sivelind, Emma Sjöberg                              |
| 50:                | 6                                                                 | Polska Cathy Bałdysz, Grażyna Brewiak, Ewa Harasimowicz, Jolanta Krogulska, Anna Sarniak, Małgorzata Sawicka                        |
| 49:                | 2008, 14 do 28 czerwca, Pau, (Francja), 25 zespołów               | 2008, 14 do 28 czerwca, Pau, (Francja), 25 zespołów                                                                                 |
| 49:                | 1                                                                 | Francja Véronique Bessis, Bénédicte Cronier, Catherine d'Ovidio, Danièle Gaviard, Joanna Zochowska, Sylvie Willard                  |
| 49:                | 2                                                                 | Włochy Gianna Arrigoni, Caterina Ferlazzo, Gabriella Manara, Gabriella Olivieri, Simonetta Paoluzi, Ilaria Saccavini                |
| 49:                | 3                                                                 | Hiszpania Marta Almirall, Nuria Almirall, Mari Carmen Babot, Cristina Bordallo Cortina, Maria Luisa Matut, Maria Panadero           |
| 49:                | 7                                                                 | Polska Grażyna Brewiak, Ewa Harasimowicz, Ewa Kater, Ewa Kozyra, Anna Sarniak, Małgorzata Pasternak                                 |
| 48:                | 2006, 12 do 26 sierpnia, Warszawa, (Polska), 22 zespołów          | 2006, 12 do 26 sierpnia, Warszawa, (Polska), 22 zespołów                                                                            |
| 48:                | 1                                                                 | Francja Bénédicte Cronier, Catherine d'Ovidio, Catherine Fishpool, Danièle Gaviard, Fabienne Pigeaud, Sylvie Willard                |
| 48:                | 2                                                                 | Holandia Carla Arnolds, Marion Michielsen, Jet Pasman, Anneke Simons, Bep Vriend, Meike Wortel                                      |
| 48:                | 3                                                                 | Anglia Michelle Brunner, Heather Dhondy, Rhona Goldenfield, Catherine Jagger, Nicola Smith, Sarah Teshome                           |
| 48:                | 7                                                                 | Polska Grażyna Brewiak, Ewa Harasimowicz, Anna Sarniak, Małgorzata Pasternak, Ewa Sobolewska, Anna Szczepańska                      |
| 47:                | 2004, 19 czerwca do 3 lipca, Malmö, (Szwecja), 22 zespołów        | 2004, 19 czerwca do 3 lipca, Malmö, (Szwecja), 22 zespołów                                                                          |
| 47:                | 1                                                                 | Szwecja Pia Andersson, Kathrine Bertheau, Catharina Forsberg, Maria Gronkvist, Linda Långström, Catarina Midskog                    |
| 47:                | 2                                                                 | Holandia Carla Arnolds, Femke Hoogweg, Jet Pasman, Anneke Simons, Bep Vriend, Wietske van Zwol                                      |
| 47:                | 3                                                                 | Francja Véronique Bessis, Bénédicte Cronier, Catherine Saul, Danièle Gaviard, Christine Lustin, Sylvie Willard                      |
| 47:                | 9                                                                 | Polska Ewa Banaszkiewicz, Grażyna Brewiak, Jolanta Krogulska, Anna Nosalska, Beata Rumińska, Anna Sarniak                           |
| 46:                | 2002, 15 do 29 czerwca, Salsomaggiore, (Włochy), 23 zespołów      | 2002, 15 do 29 czerwca, Salsomaggiore, (Włochy), 23 zespołów                                                                        |
| 46:                | 1                                                                 | Holandia Femke Hoogweg, Marijke van der Pas, Jet Pasman, Anneke Simons, Bep Vriend, Wietske van Zwol                                |
| 46:                | 2                                                                 | Niemcy Daniela von Arnim, Sabine Auken, Ingrid Gromann, Pony Beate Nehmert, Andrea Rauscheid Reim, Elke Weber                       |
| 46:                | 3                                                                 | Anglia Michelle Brunner, Heather Dhondy, Rhona Goldenfield, Sandra Penfold, Nevena Deleva, Nicola Smith                             |
| 46:                | 13                                                                | Polska Bożena Budzyn, Małgorzata Jeleniewska, Barbara Lesiecka, Maria Macieszczak, Ewa Miszewska, Małgorzata Pasternak              |
| 45:                | 2001, 16 do 30 czerwca, Arona, (Hiszpania), 21 zespołów           | 2001, 16 do 30 czerwca, Arona, (Hiszpania), 21 zespołów                                                                             |
| 45:                | 1                                                                 | Anglia Sally Brock, Michelle Brunner, Heather Dhondy, Rhona Goldenfield, Margaret James-Courtney, Nicola Smith                      |
| 45:                | 2                                                                 | Holandia Femke Hoogweg, Marijke van der Pas, Jet Pasman, Anneke Simons, Bep Vriend, Wietske van Zwol                                |
| 45:                | 3                                                                 | Niemcy Daniela von Arnim, Sabine Auken, Katrin Farwig, Barbara Stawowy, Pony Beate Nehmert, Andrea Rauscheid Reim                   |
| 45:                | 12                                                                | Polska Anna Grunt, Maria Macieszczak, Anna Sarniak, Mira Siwek, Wiesława Tomaszewska, Anna Wojtyra                                  |
| 44:                | 1999, 17 do 26 czerwca, St. Julian’s, (Malta), 21 zespołów        | 1999, 17 do 26 czerwca, St. Julian’s, (Malta), 21 zespołów                                                                          |
| 44:                | 1                                                                 | Wielka Brytania Pat Davies, Heather Dunstan, Sandra Landy, Elizabeth (Liz) McGowan, Nicola Smith, Abbey Walker                      |
| 44:                | 2                                                                 | Austria Gabriele Bamberger, Maria Erhart, Andrea Feichtinger, Doris Fischer, Sylvia Terraneo, Terry Weigkricht                      |
| 44:                | 3                                                                 | Francja Danièle Avon, Véronique Bessis, Bénédicte Cronier, Catherine Saul, Christine Lustin, Sylvie Willard                         |
| 44:                | 7                                                                 | Polska Ewa Harasimowicz, Danuta Hocheker, Jolanta Krogulska, Katarzyna Michałek, Ewa Sobolewska, Anna Szczepańska                   |
| 43:                | 1997, 14 do 28 czerwca, Montecatini, (Włochy), 24 zespołów        | 1997, 14 do 28 czerwca, Montecatini, (Włochy), 24 zespołów                                                                          |
| 43:                | 1                                                                 | Wielka Brytania Pat Davies, Heather Dunstan, Michele Handley, Sandra Landy, Elizabeth (Liz) McGowan, Nicola Smith                   |
| 43:                | 2                                                                 | Francja Véronique Bessis, Michele Cronier, Catherine Saul, Catherine De Guillebon, Christine Lustin, Pascale Thuillez               |
| 43:                | 3                                                                 | Izrael Ilana Barnes, Danijela Birman, Anda Enciu-Barber, Rut Lewit-Porat, Matiłda Popliłow, Migry Albu                              |
| 43:                | 8                                                                 | Polska Ewa Banaszkiewicz, Grażyna Brewiak, Ewa Harasimowicz, Danuta Hocheker, Jolanta Krogulska, Ewa Sobolewska                     |
| 42:                | 1995, 16 czerwca do 1 lipca, Vilamoura, (Portugalia), 22 zespołów | 1995, 16 czerwca do 1 lipca, Vilamoura, (Portugalia), 22 zespołów                                                                   |
| 42:                | 1                                                                 | Francja Véronique Bessis, Claude Blouquit, Bénédicte Cronier, Catherine Saul, Colette Lise, Sylvie Willard                          |
| 42:                | 2                                                                 | Niemcy Daniela von Arnim, Sabine Auken, Karin Caesar, Marianne Mögel, Pony Beate Nehmert, Andrea Rauscheid Reim                     |
| 42:                | 3                                                                 | Izrael Ora Dan, Rut Lewit-Porat, Chanita Melech, Nurit Naveh, Neta Saxon, Migry Albu                                                |
| 42:                | 6                                                                 | Polska Ewa Banaszkiewicz, Ewa Harasimowicz, Danuta Hocheker, Jolanta Krogulska, Ewa Miszewska, Ewa Sobolewska                       |
| 41:                | 1993, 12 do 15 czerwca, Mentona, (Francja), 21 zespołów           | 1993, 12 do 15 czerwca, Mentona, (Francja), 21 zespołów                                                                             |
| 41:                | 1                                                                 | Szwecja Lisa Astrom, Pyttsi Borgesson, Linda Långström, Mari Ryman, Bim Odlund                                                      |
| 41:                | 2                                                                 | Francja Danièle Avon, Claude Blouquit, Bénédicte Cronier, Elisabeth Delor, Catherine Guillaumin, Colette Lise                       |
| 41:                | 3                                                                 | Włochy Emanuela Capriata, Francesca De Lucchi, Caterina Ferlazzo, Cristina Golin, Gabriella Manara, Laura Rovera                    |
| 40:                | 1991, 15 do 29 lipca, Killarney, (Irlandia), 17 zespołów          | 1991, 15 do 29 lipca, Killarney, (Irlandia), 17 zespołów                                                                            |
| 40:                | 1                                                                 | Austria Gabriele Bamberger, Maria Kirner, Doris Fischer, Rosi Spinn, Terry Weigkricht, Britta Widengren                             |
| 40:                | 2                                                                 | Niemcy Daniela von Arnim, Sabine Zenkel, Karin Caesar, Marianne Mögel, Pony Beate Nehmert, Waltraud Vogt                            |
| 40:                | 3                                                                 | Holandia Carla Arnolds, Ellen Bakker, Ine Gielkens, Marijke van der Pas, Elly Schippers-Bosklopper, Bep Vriend                      |
| 40:                | 9                                                                 | Polska Ewa Harasimowicz, Miroslawa Międzychocka, Ewa Mikucka, Joanna Raczyńska, Małgorzata Pasternak, Jolanta Sendacka              |
| 39:                | 1989, 1 do 15 lipca Turku, (Finlandia), 18 zespołów               | 1989, 1 do 15 lipca Turku, (Finlandia), 18 zespołów                                                                                 |
| 39:                | 1                                                                 | Niemcy Daniela von Arnim, Sabine Zenkel, Karin Caesar, Marianne Mögel, Kareen Schroeder, Waltraud Vogt                              |
| 39:                | 2                                                                 | Holandia Carla Arnolds, Ellen Bakker, Ine Gielkens, Marijke van der Pas, Elly Schippers-Bosklopper, Bep Vriend                      |
| 39:                | 3                                                                 | Francja Véronique Bessis, Claude Blouquit, Ginette Chevalley, Danièle Gaviard, Fabienne Pigeaud, Sylvie Willard                     |
| 39:                | 13                                                                | Polska Miroslawa Międzychocka, Joanna Raczyńska, Jolanta Sendacka, Wiesława Tomaszewska, Hanna Zajączkowska, Wilga Zakrzewska       |
| 38:                | 1987, Brighton, (Anglia), 19 zespołów                             | 1987, Brighton, (Anglia), 19 zespołów                                                                                               |
| 38:                | 1                                                                 | Francja Véronique Bessis, Helene Bordenave, Ginette Chevalley, Bénédicte Cronier, Daniele Allouche, Sylvie Willard                  |
| 38:                | 2                                                                 | Włochy Lucia Capodanno, Monica Cuzzi, Marisa D’Andrea, Carla Gianardi, Enrichetta Gut, Gabriella Olivieri                           |
| 38:                | 3                                                                 | Wielka Brytania Sally Horton, Kitty Bethe, Pat Davies, Sandra Landy, Liza Shaw, Nicola Gardener                                     |
| 38:                | 13                                                                | Polska Aldona Chrenowska, Jolanta Krogulska, Wiesława Tomaszewska, Bożena Wajdzik, Anna Wojtyra, Hanna Zajączkowska                 |
| 37:                | 1985, Salsomaggiore, (Włochy), 16 zespołów                        | 1985, Salsomaggiore, (Włochy), 16 zespołów                                                                                          |
| 37:                | 1                                                                 | Francja Véronique Bessis, Ginette Chevalley, Catherine Saul, Daniele Allouche, Fabienne Pigeaud, Sylvie Willard                     |
| 37:                | 2                                                                 | Wielka Brytania Sally Horton, Pat Davies, Sandra Landy, Sue Pike, Jane Preddy, Nicola Gardener                                      |
| 37:                | 3                                                                 | Włochy Gianna Arrigoni, Lucia Capodanno, Monica Cuzzi, Marisa D’Andrea, Lea Du Pont, Serenel Falciai                                |
| 37:                | 6                                                                 | Polska Aldona Chrenowska, Jadwiga Frenkiel, Ewa Harasimowicz, Jolanta Krogulska, Mirosława Międzychocka, Wilga Zakrzewska           |
| 36:                | 1983, Wiesbaden, (Niemcy), 12 zespołów                            | 1983, Wiesbaden, (Niemcy), 12 zespołów                                                                                              |
| 36:                | 1                                                                 | Francja Véronique Bessis, Ginette Chevalley, Daniele Allouche, Colette Lise, Odile Valensi, Sylvie Willard                          |
| 36:                | 2                                                                 | Holandia Marijke Erich van Mechelen, Petra Kaas, Laura Lor van den Brom, Marijke van der Pas, Elly Schippers-Bosklopper, Bep Vriend |
| 36:                | 3                                                                 | Wielka Brytania Sally Horton, Pat Davies, Maureen Dennison, Sandra Landy, Nicola Gardener, Diana Williams                           |
| 36:                | 6                                                                 | Polska Aldona Chrenowska, Diana Dołowa, Jadwiga Frenkiel, Ewa Harasimowicz, Jolanta Krogulska, Mirosława Międzychocka               |
| 35:                | 1981, 11 do 25 lipca, Birmingham, (Anglia), 13 zespołów           | 1981, 11 do 25 lipca, Birmingham, (Anglia), 13 zespołów                                                                             |
| 35:                | 1                                                                 | Wielka Brytania Sally Sowter, Pat Davies, Maureen Dennison, Sandra Landy, Nicola Gardener, Diana Williams                           |
| 35:                | 2                                                                 | Francja Danièle Avon, Nadine Cohen, Anne Marie Kitabgi, Genevieve Morenas, Marianne Serf, Hélène Zuccarelli                         |
| 35:                | 3                                                                 | Włochy Gianna Arrigoni, Lucia Capodanno, Marisa D'andrea, Serenel Falciai, Enrichetta Gut, Andreina Morini                          |
| 34:                | 1979, Lozanna, (Szwajcaria), 16 zespołów                          | 1979, Lozanna, (Szwajcaria), 16 zespołów                                                                                            |
| 34:                | 1                                                                 | Wielka Brytania Sally Sowter, Michelle Brunner, Rosemary Hudson, Sandra Landy, Rita Oldroyd, Nicola Gardener                        |
| 34:                | 2                                                                 | Włochy Marisa D’Andrea Baffi, Marisa Bianchi, Lucia Capodanno, Enrichetta Gut, Andreina Morini, Anna Valenti                        |
| 34:                | 3                                                                 | Holandia Ria Gerards, Wil van Heusden, Petra Kaas, Marijke van der Pas, Elly Schippers-Bosklopper, Bep Vriend                       |
| 34:                | 8                                                                 | Polska Diana Dołowa, Jadwiga Frenkiel, Jolanta Krogulska, Maria Macieszczak, Urszula Stanikowska, Hanna Zajączkowska                |
| 33:                | 1977, Helsingør, (Dania), 16 zespołów                             | 1977, Helsingør, (Dania), 16 zespołów                                                                                               |
| 33:                | 1                                                                 | Włochy Marisa D’Andrea Baffi, Marisa Bianchi, Lucia Capodanno, Enrichetta Gut, Andreina Morini, Anna Valenti                        |
| 33:                | 2                                                                 | Wielka Brytania Nicola Smith Gardener, Sandra Landy, Sally Evans Carpenter, Pat Davies, Michelle Brunner, Rosemary Hudson           |
| 33:                | 3                                                                 | Szwecja Siv Zachrisson, Gunilla Linton, Britt Nygren Nordenson, Gunborg Silborn, May Moore, Pia Andersson                           |
| 33:                | 5                                                                 | Polska Diana Dołowa, Jadwiga Frenkiel, Jolanta Krogulska, Maria Macieszczak, Wiesława Tomaszewska, Hanna Zajączkowska               |
| 32:                | 1975, Brighton, (Anglia), 15 zespołów                             | 1975, Brighton, (Anglia), 15 zespołów                                                                                               |
| 32:                | 1                                                                 | Wielka Brytania Charley Esterson, Fritzi Gordon, Sandra Landy, Rixi Markus, Rita Oldroyd, Nicola Gardener                           |
| 32:                | 2                                                                 | Włochy Marisa Bianchi, Rina Jabes, Maria Antonietta Robaudo, Marisa D’Andrea Baffi, Anna Valenti, Luciana D’Andrea Capodanno        |
| 32:                | 3                                                                 | Austria Maria Kirner, Barbara Lindinger, Brigitte Stadler, Eva Strafner, Kitty Tschirren, Grete Gross                               |
| 31:                | 1974, Herclijja, (Izrael), 14 zespołów                            | 1974, Herclijja, (Izrael), 14 zespołów                                                                                              |
| 31:                | 1                                                                 | Włochy Marisa D’Andrea Baffi, Marisa Bianchi, Lucia Capodanno, Rina Jabes, Maria Antonia Robaudo, Anna Valenti                      |
| 31:                | 2                                                                 | Francja Michéle George, Sandra Girardin, Elisabeth Delor, Simone de Temmermann, Gigi Orabona, Eliane Bernard                        |
| 31:                | 3                                                                 | Szwecja Gunilla Linton, Pia Andersson, May Moore, Eva Zachrisson, Britt Blom, Gunborg Silborn                                       |
| 30:                | 1973, 12 do 16 września, Ostenda, (Belgia), 14 zespołów           | 1973, 12 do 16 września, Ostenda, (Belgia), 14 zespołów                                                                             |
| 30:                | 1                                                                 | Włochy Marisa Bianchi, Luciana Canessa, Rina Jabes, Maria Antonia Robaudo, Anna Valenti, Maria Venturini                            |
| 30:                | 2                                                                 | IRLANDIA Ruth Giddings, Barbara Seligman, Sonia Britton, Lily Maguire, Olive Gray                                                   |
| 30:                | 3                                                                 | Anglia Dorothy Shanahan, Rita Oldroyd, Nicola Gardener Smith, Sandra Landy, Honor Flint, Ann Kirch                                  |
| 29:                | 1971, Ateny, (Grecja), 15 zespołów                                | 1971, Ateny, (Grecja), 15 zespołów                                                                                                  |
| 29:                | 1                                                                 | Włochy Marisa Bianchi, Rina Jabes, Maria Antonia Robaudo, Luciana C Romanelli, Anna Valenti, Maria Venturini                        |
| 29:                | 2                                                                 | Francja Mado Paoli, Fanny Pariente, Sandra Girardin, Madeleine Devries, Christianne Martin, Jacquelin Velut                         |
| 29:                | 3                                                                 | Szwecja Britt Blom, Gunborg Silborn, Siv Zachrisson, Ingrid Fredriksson, Eva Martensson, Karin Eriksson                             |
| 28:                | 1970, 19 do 31 października, Estoril, (Portugalia), 13 zespołów   | 1970, 19 do 31 października, Estoril, (Portugalia), 13 zespołów                                                                     |
| 28:                | 1                                                                 | Włochy Marisa Bianchi, Rina Jabes, Maria Antonia Robaudo, Luciana C Romanelli, Anna Valenti, Maria Venturini                        |
| 28:                | 2                                                                 | Francja Mado Paoli, Fanny Pariente, Sandra Girardin, Madeleine Devries, Claude Brochot, Jacquelin Velut                             |
| 28:                | 3                                                                 | Szwecja Ingrid Fredriksson, Elsa-Britt Karlsson, Karin Eriksson, Eva Martensson, Britt Blom, Gunborg Silborn                        |
| 27:                | 1969, Oslo, (Norwegia), 13 zespołów                               | 1969, Oslo, (Norwegia), 13 zespołów                                                                                                 |
| 27:                | 1                                                                 | Francja Claude Brochot, Anne Marie Kitabgi, Marianne Serf, Andree Sussel, Simone De Temmermann, M De Vries                          |
| 27:                | 2                                                                 | Wielka Brytania Sandra Landy, Dorothy Shanahan, Jane Priday, Joan Durran, Fritzi Gordon, Rixi Markus                                |
| 27:                | 3                                                                 | Włochy Marisa Bianchi, Rina Jabes, Maria Antonietta Robaudo, Luciana Canessa Romanelli, Anna Valenti, Mavi Venturini Sillitti       |
| 27:                | 9                                                                 | Polska Bożena Dziadkowic, Alicja Petri, Elżbieta Klukowska, Jolanta Krogulska, Zdzisława Gruberska, Danuta Jachnis-Seifert          |
| 26:                | 1967, Dublin, (Irlandia), 13 zespołów                             | 1967, Dublin, (Irlandia), 13 zespołów                                                                                               |
| 26:                | 1                                                                 | Szwecja Britt Blom, G Jarpner, May Moore, Rut Segander, Gunborg Silborn, Britta Werner                                              |
| 26:                | 2                                                                 | Włochy Marisa Bianchi, Anna Valenti, Fernanda Boscaro, Maria Antonietta Robaudo, Luisa De Micheli, Enrichetta Gut                   |
| 26:                | 3                                                                 | Wielka Brytania Dorothy Shanahan, Sandra Landy, Margery Whittaker, Phyllis Williams, Fritzi Gordon, Betty Harris Fox                |
| 26:                | 6                                                                 | Polska Bożena Dziadkowic, Alicja Petri, Elżbieta Klukowska, Jolanta Krogulska, Zofia Rogowicz, Danuta Jachnis-Seifert               |
| 25:                | 1966, Warszawa, (Polska), 11 zespołów                             | 1966, Warszawa, (Polska), 11 zespołów                                                                                               |
| 25:                | 1                                                                 | Wielka Brytania Joan Durran, Fritzi Gordon, Betty Harris, Jane Juan, Rixi Markus, Dorothy Shanahan                                  |
| 25:                | 2                                                                 | Francja AM Chauffray, Genevieve Morenas, Annie Esmerian Pouldjian, Andreee Sussel, Marguerite De Gaillard, Jacqueline Velut         |
| 25:                | 3                                                                 | Włochy Marisa Bianchi, Anna Valenti, Fernanda Boscaro, Maria Antonietta Robaudo, Tilly Mollo, Rina Jabes, Lidia La Cognata          |
| 25:                | 4                                                                 | Polska Bożena Dziadkowic, Alicja Petri, Elżbieta Klukowska, Jolanta Krogulska, Wiesława Tomaszewska, Hanna Zajączkowska             |
| 24:                | 1965, Ostenda, (Belgia), 13 zespołów                              | 1965, Ostenda, (Belgia), 13 zespołów                                                                                                |
| 24:                | 1                                                                 | Francja Marguerite De Gailhard, Christianne Martin, Esmerian Pouldjian, Andree Sussel, Simone De Temmermann, Jacqueline Velut       |
| 24:                | 2                                                                 | Wielka Brytania Joan Durran, Jane Juan Priday, Rixi Markus, Dorothy Shanahan, Betty Trevor Harris, Phyllis Williams                 |
| 24:                | 3                                                                 | Niemcy Carola Cullmann, Elisabeth Gotthelf, Renate Hanken, Lisa Peck, Erna Reimann, Charlotte Sanden                                |
| 24:                | 13                                                                | Polska Irena Czekańska, Halina Zienkowska, Bożena Dziadkowic, Alicja Petri, Elżbieta Klukowska, Jolanta Krogulska                   |
| 23:                | 1963, 18 lipca do 2 sierpnia, Baden-Baden, (Niemcy), 15 zespołów  | 1963, 18 lipca do 2 sierpnia, Baden-Baden, (Niemcy), 15 zespołów                                                                    |
| 23:                | 1                                                                 | Wielka Brytania A.L. Fleming, Fritzi Gordon, Jane Juan, Rixi Markus, Mary Moss, Dorothy Shanahan                                    |
| 23:                | 2                                                                 | Francja Suzanne Baldon, Christiane Martin, Annie Pouldijan, Marianne Serf, Andree Sussel, Simone de Temmermann                      |
| 23:                | 3                                                                 | Szwecja Gunilla Jarpner, Maj Lindholm, Inga-Britt Bjurwill, Margit Hovden, Ulla-Britta Lundman, Margit Stigen                       |
| 22:                | 1962, Bejrut, (Liban), 7 zespołów                                 | 1962, Bejrut, (Liban), 7 zespołów                                                                                                   |
| 22:                | 1                                                                 | Szwecja Elna Friberg, Inga Lisa Larsson, Maj Rex, Lotty Saabye-Christiansen, Rut Segander, Britta Werner                            |
| 22:                | 2                                                                 | Francja Fanny Pariente, Marguerite de Gaillard, Annie Esmerian Pouldjian, Marianne Serf, Andree Sussel, Jacqueline Velut            |
| 22:                | 3                                                                 | Irlandia Ruth Giddings, Ina McMenamin, Eileen O’Sullivan, Barbara Seligman, Sonia Britton                                           |
| 21:                | 1961, Torquay, (Anglia), 11 zespołów                              | 1961, Torquay, (Anglia), 11 zespołów                                                                                                |
| 21:                | 1                                                                 | Wielka Brytania Joan Durran, Fritzi Gordon, Marjorie Hiron, Jane Juan, Rixi Markus, Dorothy Shanahan                                |
| 21:                | 2                                                                 | Szwecja Rut Segander, Britta Werner, Gerd Moller, Vera Voss-Schrader, Karin Stenhammar, Eva Martensson                              |
| 21:                | 3                                                                 | Irlandia Ruth Giddings, May McNulty, Elvina Spiro, Doreen Cairnduff, Charlotte Fowler, Mollie O’Carroll                             |
| 20:                | 1959, Palermo, (Włochy), 9 zespołów                               | 1959, Palermo, (Włochy), 9 zespołów                                                                                                 |
| 20:                | 1                                                                 | Wielka Brytania Mary Edwards, A.L. Fleming, Fritzi Gordon, G R Higginson, Rixi Markus, Marjorie Whitaker                            |
| 20:                | 2                                                                 | Belgia Deswarte, Helen Kover, C. Myrans, Simone Moulia                                                                              |
| 20:                | 3                                                                 | Francja Simone de Temmermann, Andree Sussel, Madeleine Devries, Nadine Ansay Alexandre, C. Bedin                                    |
| 19:                | 1958, Oslo, (Norwegia), 11 zespołów                               | 1958, Oslo, (Norwegia), 11 zespołów                                                                                                 |
| 19:                | 1                                                                 | Dania Otti Damm, Annelise Faber, Rigmor Fraenckel, Gerda Ljungberg, Mis Nyholm                                                      |
| 19:                | 2                                                                 | Szwecja Inga-Lisa Larsson, Maj Rex, Rut Segander, Carin Warmark, Siv Zachrisson, Gunilla Järpner                                    |
| 19:                | 3                                                                 | Belgia Helen Kover, Deswarte, Deirmendjoglou, Manternach                                                                            |
| 18:                | 1957, Wiedeń, (Austria), 12 zespołów                              | 1957, Wiedeń, (Austria), 12 zespołów                                                                                                |
| 18:                | 1                                                                 | Dania Otti Damm, - Detlevsen, Rigmor Fraenckel, Vibeke Peterson, Gulle Skotte                                                       |
| 18:                | 2                                                                 | Wielka Brytania Dorothy Shanahan, Marjorie van Rees Hiron, Pip Della Porta, Vida Cooper, Pat Gardener, Fritzi Gordon                |
| 18:                | 3                                                                 | Norwegia Solveig Normann Bergh, Ingrid Farup, Inger Johanne Isachsen, Aaslaug Ramn Johansen                                         |
| 17:                | 1956, Sztokholm, (Szwecja), 10 zespołów                           | 1956, Sztokholm, (Szwecja), 10 zespołów                                                                                             |
| 17:                | 1                                                                 | Francja Cl Bedin, Christianne Martin, Esmerian Pouldjian, Andree Sussel, Simone De Temmermann, M De Vries                           |
| 17:                | 2                                                                 | Belgia Deswarte, Simone Moulia, Peene, Helen Kover, C. Myrans, de la Potterie                                                       |
| 17:                | 3                                                                 | Szwecja Britta Werner, Eva Westerling, Maj Rex, Inga-Lisa Larsson, Karin Ericsson, Eva Martensson                                   |
| 16:                | 1955, Amsterdam, (Holandia), 10 zespołów                          | 1955, Amsterdam, (Holandia), 10 zespołów                                                                                            |
| 16:                | 1                                                                 | Dania Otti Damm, Rigmor Fraenckel, Vibeke Peterson, Lizzie Schaltz, Gulle Skotte                                                    |
| 16:                | 2                                                                 | Belgia De La Potterie, Helen Kover, C. Myrans, Deswarte, Simone Moulia, Peene                                                       |
| 16:                | 3                                                                 | Wielka Brytania Dorothy Shanahan, Brinda Gordon, Pat Gardener, Fritzi Gordon, Rixi Markus, Phyllis Williams                         |
| 15:                | 1954, Montreux, (Szwajcaria), 12 zespołów                         | 1954, Montreux, (Szwajcaria), 12 zespołów                                                                                           |
| 15:                | 1                                                                 | Francja Suzanne Baldon, Andree Bourchtoff, Christianne Martin, Marie De Montaigu, - Morand, M De Vries                              |
| 15:                | 2                                                                 | Irlandia Ruth Giddings, May McNulty, Ina McMenamin, Eileen O’Sullivan, Eileen O’Doherty, Alice Mahon                                |
| 15:                | 3                                                                 | Austria Ruth von Zohar, Eva Weiss, Hella Hartl, Elly Plochl, Trude Tintera, Henriette von Overhoff                                  |
| 14:                | 1953, Helsinki, (Finlandia), 5 zespołów                           | 1953, Helsinki, (Finlandia), 5 zespołów                                                                                             |
| 14:                | 1                                                                 | Francja Suzanne Baldon, Andree Bourchtoff, - Morand, M De Vries                                                                     |
| 14:                | 2                                                                 | Szwecja Anna Lisa von Barth, Rut Segander, Karin Eriksson, Martha Nordell, Britta Werner, Eva Westerling                            |
| 14:                | 3                                                                 | Finlandia Greti Alenius, Alix von Born, Ulla Lundström, Britt Packalén, Dolores Runeberg, Ulla Runeberg                             |
| 13:                | 1952, Dún Laoghaire, (Irlandia), 7 zespołów                       | 1952, Dún Laoghaire, (Irlandia), 7 zespołów                                                                                         |
| 13:                | 1                                                                 | Wielka Brytania Penguin Evans, A.L. Fleming, Fritzi Gordon, Doris Lady Rhodes, Rixi Markus, Phyllis Williams                        |
| 13:                | 2                                                                 | Norwegia Solveig Normann Bergh, Sigrid Huun, Inger Johanne Isachsen, Aaslaug Ramn Johansen, Ingeborg Ronsdal, Martha Varvang        |
| 13:                | 3                                                                 | Irlandia Ruth Giddings, May McNulty, Ina McMenamin, Eileen O’Sullivan, Elvina Spiro, Geraldine McConkey                             |
| 12:                | 1951, Wenecja, (Włochy), 10 zespołów                              | 1951, Wenecja, (Włochy), 10 zespołów                                                                                                |
| 12:                | 1                                                                 | Wielka Brytania Penguin Evans, A.L. Fleming, Fritzi Gordon, Doris Lady Rhodes, Rixi Markus, Phyllis Williams                        |
| 12:                | 2                                                                 | Dania Rigmor Fraenckel, Lotte Dam, Gurli Kjeldsen Skotte, Else Dam                                                                  |
| 12:                | 3                                                                 | Francja Moussia Behr, Christiane Loiseau Martin, Marie-Claire de Montaigu, Annie Esmerian Pouldjian, Heller, Meeroff                |
| 11:                | 1950, Brighton, (Anglia), 8 zespołów                              | 1950, Brighton, (Anglia), 8 zespołów                                                                                                |
| 11:                | 1                                                                 | Wielka Brytania A N Carr, Alison B Crisford, Penguin Evans, Fritzi Gordon, N Renshaw, Phyllis Williams                              |
| 11:                | 2                                                                 | Belgia Gootesman, Manternach, De La Potterie, Helen Kover, Dyner, Simone Moulia                                                     |
| 11:                | 3                                                                 | Francja Christiane Loiseau Martin, Moussia Behr, Claire Bedin, Annie Esmerian Pouldjan, Marie Claire De Mantaigu, Bébé Tourout      |
| 10:                | 1949, Paryż, (Francja), 9 zespołów                                | 1949, Paryż, (Francja), 9 zespołów                                                                                                  |
| 10:                | 1                                                                 | Dania Else Dam, Otti Damm, Rigmor Fraenckel, Demly Wilming                                                                          |
| 10:                | 2                                                                 | Francja |
| 10:                | 3                                                                 | Włochy Paola Duprè, Lidia Mazza, Nelly Gabrieli, Dede Pinasco                                                                       |
| 9:                 | 1948, Kopenhaga, (Dania), 6 zespołów                              | 1948, Kopenhaga, (Dania), 6 zespołów                                                                                                |
| 9:                 | 1                                                                 | Dania Else Dam, Rigmor Fraenckel, Gurli Kieldsen, Vera Thostrup, Demly Wilming                                                      |
| 9:                 | 2                                                                 | Wielka Brytania Dimmie Fleming, Doris Rhodes, Helen Hardie, Litante, Doris Pearson, Carmel Simon                                    |
| 9:                 | 3                                                                 | Francja de Boismartin, Christianne Loiseau Martin, Marie Claire de Montaigu, Annie Esmerian Pouldjian, Bébé Tourout                 |
| 8:                 | 1939, Haga, (Holandia), 7 zespołów                                | 1939, Haga, (Holandia), 7 zespołów                                                                                                  |
| 8:                 | 1                                                                 | Francja Moussia Behr, Christianne Martin, Marie De Montaigu, Esmerian Pouldjian                                                     |
| 8:                 | 2                                                                 | Wielka Brytania Pat Cohen, Kathleen Salmons, Molly Withers, Dimmie Flemming, Elisabeth Corke, Penguin Evans                         |
| 8:                 | 3                                                                 | Holandia Cosman, Wendy Steenbergen, Dijckmeester, van Rijn                                                                          |
| 7:                 | 1938, Oslo, (Norwegia), 7 zespołów                                | 1938, Oslo, (Norwegia), 7 zespołów                                                                                                  |
| 7:                 | 1                                                                 | Dania A Hillerup, K Kolle, E Lundsteen, Demly Wilming                                                                               |
| 7:                 | 2                                                                 | Szwecja Alice Swartling, Nanny Elmgren, Britta Werner, Eva Westerling, Inga-Lisa Larsson, Sigrid Zickerman                          |
| 7:                 | 3                                                                 | Norwegia Inga Arnesen, Martha Dahl, Bodil Killengreen, Ingrid Magnus, Else Smith, Lucy Vedeler                                      |
| 6:                 | 1937, Budapeszt, (Węgry), 7 zespołów                              | 1937, Budapeszt, (Węgry), 7 zespołów                                                                                                |
| 6:                 | 1                                                                 | Austria Marianne Boschan, Gertrude Brunner, Ethel Ernst, Gretl Joseffy, Elizabeth Klauber, Rixi Scharfstein, Gertrude Schlesinger   |
| 6:                 | 2                                                                 | Węgry Alice Berger, Rafaelné Cohen, Istvánné Fabiny, Elemérné Gundelfinger, Rudolfné Robicsek, Györgyné Ujj                         |
| 6:                 | 3                                                                 | Egipt Bally, Kiriakides, Menache, Miller, Ch. Wissa Bey                                                                             |
| 5:                 | 1936, Sztokholm, (Szwecja), 6 zespołów                            | 1936, Sztokholm, (Szwecja), 6 zespołów                                                                                              |
| 5:                 | 1                                                                 | Austria Marianne Boschan, Gertrude Brunner, Ethel Ernst, Gretl Joseffy, Elizabeth Klauber, Hella Mandl, Rixi Scharfstein            |
| 5:                 | 2                                                                 | Szwecja Alice Swartling, Valborg Hals, Marta Henre, Eva Westerling, Nanny Elmgren, Anna-Lisa Bengtsson                              |
| 5:                 | 3                                                                 | Francja |
| 4:                 | 1935, Bruksela, (Belgia), 7 zespołów                              | 1935, Bruksela, (Belgia), 7 zespołów                                                                                                |
| 4:                 | 1                                                                 | Austria Marianne Boschan, Gertrude Brunner, Ethel Ernst, Gretl Joseffy, Hella Mandl, Rixi Scharfstein                               |
| 4:                 | 2                                                                 | Szwecja Maja Hedstrom, Marta Henre, Nanny Elmgren, Anna-Lisa Bengtsson                                                              |
| 4:                 | 3                                                                 | Francja |
| 4:                 | 3                                                                 | Norwegia Martha Dahl, Hals, Hanson, Hoff, Bodil Nielsen Killengreen, Jackie Schmidt                                                 |
| 4:                 | 3                                                                 | Holandia J. Bouman, M.L. Cats, A. van Rijn, C. van Duivenbode de Vlugt                                                              |

| Kategoria Seniorzy. | Kategoria Seniorzy.                                               | Kategoria Seniorzy.                                                                                                   |
| Lp                  | M                                                                 | Zespół i skład |
| ------------------- | ----------------------------------------------------------------- | --- |
| 52:                 | 2014, 21 czerwca do 1 lipca, Abacja, (Chorwacja), 26 zespołów     | 2014, 21 czerwca do 1 lipca, Abacja, (Chorwacja), 26 zespołów                                                         |
| 52:                 | 1                                                                 | Anglia Paul Hackett, Gunnar Hallberg, John Holland, David Mossop, David Price, Colin Simpson                          |
| 52:                 | 2                                                                 | Szwecja Sven-Ake Bjerregard, Andreas Konyves, Anders Morath, Borje Rudenstahl, Goran Sellden, Bjorn Wenneberg         |
| 52:                 | 3                                                                 | Polska Julian Klukowski, Apolinary Kowalski, Krzysztof Lasocki, Jerzy Russyan, Jacek Romański, Wiktor Markowicz       |
| 51:                 | 2012, 12 do 23 czerwca, Dublin, (Irlandia), 19 zespołów           | 2012, 12 do 23 czerwca, Dublin, (Irlandia), 19 zespołów                                                               |
| 51:                 | 1                                                                 | Francja Patrick Grenthe, Guy Lasserre, Francois Leenhardt, Patrice Piganeau, Philippe Poizat, Philippe Vanhoutte      |
| 51:                 | 2                                                                 | Polska Julian Klukowski, Apolinary Kowalski, Krzysztof Lasocki, Wiktor Markowicz, Jacek Romański, Jerzy Russyan       |
| 51:                 | 3                                                                 | Szkocja Willie Coyle, Derek Diamond, John Matheson, John Murdoch, Victor Silverstone, Iain Sime                       |
| 50:                 | 2010, 22 czerwca do 3 lipca, Ostenda, (Belgia), 23 zespołów       | 2010, 22 czerwca do 3 lipca, Ostenda, (Belgia), 23 zespołów                                                           |
| 50:                 | 1                                                                 | Polska Julian Klukowski, Apolinary Kowalski, Krzysztof Lasocki, Wiktor Markowicz, Jacek Romański, Jerzy Russyan       |
| 50:                 | 2                                                                 | Dania Thomas Berg, Geert Jorgensen, Peter Lund, Peter Magnussen, Steen Moller, Peter Schaltz                          |
| 50:                 | 3                                                                 | Włochy Franco Baroni, Franco Caviezel, Franco Cedolin, Enrico Longinotti, Giovanni Maci, Carlo Mariani                |
| 49:                 | 2008, 14 do 28 czerwca, Pau, (Francja), 20 zespołów               | 2008, 14 do 28 czerwca, Pau, (Francja), 20 zespołów                                                                   |
| 49:                 | 1                                                                 | Turcja Emin Basaran, Orhan Ekinci, Faik Falay, Ergun Korkut                                                           |
| 49:                 | 2                                                                 | Szwecja Borje Dahlberg, Sven-Olov Flodqvist, Eva-Liss Göthe, Hans Göthe, Hans-Olof Hallen, Anders Morath              |
| 49:                 | 3                                                                 | Belgia Faramarz Bigdeli, Bogdan Bollack, Hubert Janssens, Alain Kaplan, Jacques Stas, David Johnson                   |
| 49:                 | 4                                                                 | Polska Roman Kierznowski, Ireneusz Kowalczyk, Stefan Kowalczyk, Apolinary Kowalski, Jacek Romański, Jan Sucharkiewicz |
| 48:                 | 2006, 12 do 26 sierpnia, Warszawa, (Polska), 16 zespołów          | 2006, 12 do 26 sierpnia, Warszawa, (Polska), 16 zespołów                                                              |
| 48:                 | 1                                                                 | Niemcy Ulrich Kratz, Göran Mattsson, Werner Schneider, Bernhard Strater, Horst-Dieter Uhlmann, Hans Humburg           |
| 48:                 | 2                                                                 | Szwecja Sture Ekberg, Sune Fager, Sven-Olov Flodqvist, Bernt-Ake Jansson, Ake Sjoberg, Hans-Olof Hallen               |
| 48:                 | 3                                                                 | Francja Patrick Grenthe, Patrice Piganeau, Jean Marie Py, Jean-Louis Stoppa, Francois Stretz, Philippe Vanhoutte      |
| 48:                 | 5                                                                 | Polska Krzysztof Antas, Aleksander Jezioro, Tadeusz Kaczanowski, Julian Klukowski, Krzysztof Lasocki, Jerzy Russyan   |
| 47:                 | 2004, 19 czerwca do 3 lipca, Malmö, (Szwecja), 16 zespołów        | 2004, 19 czerwca do 3 lipca, Malmö, (Szwecja), 16 zespołów                                                            |
| 47:                 | 1                                                                 | Dania Jens Auken, Peter Lund, Kirsten Steen Moller, Steen Moller, Georg Norris                                        |
| 47:                 | 2                                                                 | Polska Andrzej Aleksandrzak, Jacek Korpetta, Kazimierz Omernik, Janusz Radecki, Krzysztof Sikorski, Antoni Zdzienicki |
| 47:                 | 3                                                                 | Francja Paul Chemla, José Damiani, Albert Faigenbaum, Christian Mari, Jean-Louis Stoppa, Francois Stretz              |
| 46:                 | 2002, 15 do 29 czerwca, Salsomaggiore, (Włochy), 19 zespołów      | 2002, 15 do 29 czerwca, Salsomaggiore, (Włochy), 19 zespołów                                                          |
| 46:                 | 1                                                                 | Francja Pierre Adad, Maurice Aujaleu, Guy Lasserre, Francois Leenhardt, Christian Mari, Philippe Poizat               |
| 46:                 | 2                                                                 | Izrael Jeszajahu Lewit, Pinhas Romik, Jehuda Sagiw, Adrian Schwartz, Szelomo Zeligmanx                                |
| 46:                 | 3                                                                 | Dania Peter Lund, Steen Moller, Georg Norris, Hans Werge, Flemming Dahl                                               |
| 46:                 | 5                                                                 | Polska Wit Klapper, Julian Klukowski, Jerzy Russyan, Włodzimierz Wala, Andrzej Wilkosz, Jerzy Zaremba                 |
| 45:                 | 2001, 16 do 30 czerwca, Arona, (Hiszpania), 27 zespołów           | 2001, 16 do 30 czerwca, Arona, (Hiszpania), 27 zespołów                                                               |
| 45:                 | 1                                                                 | Poland 1 Wit Klapper, Andrzej Milde, Jerzy Russyan, Włodzimierz Wala, Andrzej Wilkosz, Włodzimierz Stobiecki          |
| 45:                 | 2                                                                 | France 2 Pierre Adad, Maurice Aujaleu, Claude Delmouly, Francois Leenhardt, Jean-Marc Roudinesco                      |
| 45:                 | 3                                                                 | France 1 Jean-Claude Beineix, Max Coppolani, Thierry Hugonnet, Claude Peyronnie, Jean-Max Reurer, Jean-Louis Stoppa   |
| 45:                 | 10                                                                | Poland 2 Aleksander Jezioro, Julian Klukowski, Karol Mykietyn, Jerzy Zaremba, Wiktor Markowicz                        |
| 44:                 | 1999, 17 do 26 czerwca, St. Julian’s, (Malta), 29 zespołów        | 1999, 17 do 26 czerwca, St. Julian’s, (Malta), 29 zespołów                                                            |
| 44:                 | 1                                                                 | France 1 Pierre Adad, Maurice Aujaleu, Claude Delmouly, Jean-Marc Roudinesco                                          |
| 44:                 | 2                                                                 | France 3 Paul Chemla, Pierre Chidiac, José Damiani, Omar Sharif, Jean-Louis Stoppa                                    |
| 44:                 | 3                                                                 | France 2 Nadine Cohen, Roger Hassan, Lewis Kaplan, Edmond Vial                                                        |
| 44:                 | 4                                                                 | Poland 1 Krzysztof Lasocki, Andrzej Milde, Włodzimierz Stobiecki, Ervin Otvosi                                        |
| 44:                 | 8                                                                 | Poland 2 Aleksander Jezioro, Julian Klukowski, Andrzej Wilkosz, Stefan Szenberg                                       |
| 43:                 | 1997, 14 do 28 czerwca, Montecatini, (Włochy), 14 zespołów        | 1997, 14 do 28 czerwca, Montecatini, (Włochy), 14 zespołów                                                            |
| 43:                 | 1                                                                 | France Pierre Adad, Maurice Aujaleu, Claude Delmouly, Jean-Marc Roudinesco                                            |
| 43:                 | 2                                                                 | Poland B Krzysztof Gwis, Aleksander Jezioro, Julian Klukowski, Janusz Połeć, Andrzej Wilkosz, Stefan Szenberg         |
| 43:                 | 3                                                                 | Netherlands A Jaap Kokkes, Cees Sint, Loek Verhees Sr., Kees Kaiser                                                   |
| 43:                 | 10                                                                | Poland A Krzysztof Lasocki, Janusz Cyprian Nowak, Włodzimierz Stobiecki, Ervin Otvosi                                 |
| 42:                 | 1995, 16 czerwca do 1 lipca, Vilamoura, (Portugalia), 18 zespołów | 1995, 16 czerwca do 1 lipca, Vilamoura, (Portugalia), 18 zespołów                                                     |
| 42:                 | 1                                                                 | Poland Krzysztof Gwis, Krzysztof Korosadowicz, Jerzy Neter, Janusz Cyprian Nowak, Janusz Połeć, Włodzimierz Stobiecki |
| 42:                 | 2                                                                 | Poland 1 Aleksander Jezioro, Wit Klapper, Andrzej Orłow, Józef Pochroń, Stefan Szenberg, Andrzej Wilkosz              |
| 42:                 | 3                                                                 | France 2 Jean-Michel Birbeau, Claude Delmouly, James Farahat, Roger Hassan, Leon Tintner, Jean-Claude Renouard        |